# Herrera (prowincja)
Herrera – prowincja w środkowej części Panamy. Stolica: Chitré. Ludność: 118 736 (2018, szacowana), powierzchnia: 2 340,7 km². Najmniejsza prowincja Panamy. Położona jest nad Oceanem Spokojnym. Od zachodu graniczy z prowincją Veraguas, od północy z prowincją Coclé, od południa z prowincją Los Santos. Klimat tropikalny.  Gospodarka: uprawa trzciny cukrowej, hodowla bydła, przemysł spożywczy, drobny przemysł i usługi. Wskaźnik rozwoju społecznego HDI: 0,732 (wysoki).